# Luo Dan
 (décembre 2013).
Si vous disposez d'ouvrages ou d'articles de référence ou si vous connaissez des sites web de qualité traitant du thème abordé ici, merci de compléter l'article en donnant les références utiles à sa vérifiabilité et en les liant à la section « Notes et références ».
Luo Dan (骆丹) est un photographe né en 1968 à Chongqing. Il vit et travaille à Chengdu en Chine.
Il est représente par la Galerie Laure Roynette (en) à Paris.

## Expositions personnelles
- 2014 : China : In The Eye, Galerie Laure Roynette, Paris
- 2013 : Luodan – China Route 318 ; North, South ; Simple song, m97 Gallery, Shangaï
- 2012 : Simple song, Eastern Image Photo Gallery, Chengdu
- 2011 : Simple song, m97 Gallery, Shangai North, South, Culture University Visual Arts Center, Taipei, Taiwan
- 2010 : North, South, Beijing EPSON Motion Picture Arts ans Square, Beijing North, South, Shangai EPSON Motion Picture Arts ans Square, Shangai
- 2009 : China : On the Road, Tomorrow Arts Centre, Beijing China : On the Road, Galerie Taiss, Paris, France

## Expositions collectives
- 2013 
  - China Route 318, On The Road – Zenghan and Luo Dan’s Exhibition, Guangzhou
  - Simple Song, Chengdu Contemporary Photography Exhibition, Chengdu
- 2012 
  - China Route 318, Xixian International Photo Festival, Xixian
  - Simple Song, Photo Phnom Penh
  - Simple Song, Photoville 2012, New York
- 2011 
  - Simple Song, Top20-2011 China Contemporary Photo Exhibition, Zhejiang Museum of Art, Hangzhou
  - Simple Song, Dali International Photography Exhibition, Dali
  - Simple Song, the 2011 Three Shadows Photography Award Exhibition, Beijing
  - Simple Song, Chengdu Contemporary Photography Exhibition, Chengdu
- 2010
  - Simple Song, Hong Kong Photo Festival, Hong Kong
- 2009 
  - China : On The Road, Photo Phnom <
  - To Find The Meaning Of Exist, Chengdu Contemporary Photography Exhibition, Chengdu
  - Photography NOW – China, Japan, Korea, San Francisco Museum of Modern Art, San Francisco
  - USA Ground Zero : In the Eyes of Young Chinese Photographer, Three Shadows Photography Art Centre, Beijing
- 2008 <
  - My Camera and I, 4th Lianzhou International Photo Festival, Lianzhou
- 2007 
  - China Route 318, Beijing Contemporary International Art Festival, Beijing
  - China Route 318, Photo Quai 07, Paris, France
  - China Route 318, 2nd Guangzhou Photo Biennial, Guangzhou
- 2006 
  - China Route 318, 2nd Lanzhou International Photo Festival, Lanzhou

Rich Dresses, San Francisco Photographic Art Exposition, San Francisco, USA
- 2005 
  - On The Road, China Pingyao International Photography Festival, Pingyao

## Awards
- - « Simple Song » Photo Artist of the Year Award, The 7th Award of Art China, Beijing
- 2011 
  - « Simple Song » Top20-2011 China Contemporary Photo Exhibition, Zhejiang Museum of Art, Hangzhou
  - « Simple Song » Award of Most Avant-garde Photographer, Dali International Photography Exhibition, Dali
  - « Simple Song » Hou Dengke Documentary Photograph Award, Beijing
  - « Simple Song » Recipient of Tierney Fellowship, The Three Shadows Photography Art Centre, Beijing
- 2008
  - « North, South » Gold Award of Outstanding Artists, The Fourth Lianzhou International Photo festival, Lianzhou

## Publications
- 2010 : « North, South », Shangai Brilliant Publishing House
- 2009 : « China Route 318 », Shangai Brilliant Publishing House